# The Sound of Speed
| Recensione | Giudizio |
| ---------- | -------- |
| AllMusic   | [ 1 ]    |

The Sound of Speed è una compilation del gruppo musicale britannico The Jesus and Mary Chain, pubblicata il 13 luglio 1993.

## Il disco
L'elenco dei brani qui sotto è per la versione distribuita nella maggior parte del mondo - la versione giapponese ha omesso Snakedriver, Something I Can't Have, Write Record Release Blues, Tower of Song, Little Red Rooster, Lowlife e Reverberation, ma ha aggiunto Subway, In the Black, Terminal Beach e I'm Glad I Never.

## Tracce
Testi e musiche di J. e W. Reid, eccetto ove indicato.
1. Snakedriver – 3:43
2. Reverence (Radio Mix) – 5:38
3. Heat – 3:00
4. Teenage Lust (Acoustic Version)  – 2:23
5. Why'd You Want Me? – 3:13
6. Don't Come Down – 2:38
7. Guitarman – 3:41 (Reed)
8. Something I Can't Have – 3:01
9. Sometimes – 2:51
10. Write Record Release Blues – 2:57
11. Shimmer – 2:45
12. Penetration – 2:46
13. My Girl – 3:04 (Robinson, White)
14. Tower of Song – 4:48 (Cohen)
15. Little Red Rooster – 3:25 (Dixon)
16. Break Me Down – 2:29
17. Lowlife – 3:26
18. Deviant Slice – 3:00
19. Reverberation – 3:45 (Hall, Sutherland, Erickson)
20. Sidewalking (Extended Version)  – 7:51